# Кубок Центральної Європи з футболу 1933—1935
Третій розіграш Кубка Центральної Європи з футболу тривав з 2 квітня 1933 року по 24 листопада 1935 року. Участь у турнірі брали 5 команд. Змагання відбувалося у вигляді групового турніру, в рамках якого кожна пара команд-учасниць грала між собою по дві гри, одній вдома і одній у гостях. Володарем Кубка удруге в історії стала збірна Італії. 

## Результати матчів
| Господарі      | Результат | Гості          | Місце і день гри          |
| -------------- | --------- | -------------- | ------------------------- |
| Швейцарія      | 0 — 3     | Італія         | Женева, 2 квітня 1933     |
| Італія         | 2 — 0     | Чехословаччина | Флоренція, 7 травня 1933  |
| Угорщина       | 3 — 0     | Швейцарія      | Будапешт, 17 вересня 1933 |
| Угорщина       | 0 — 1     | Італія         | Будапешт, 22 жовтня 1933  |
| Італія         | 5 — 2     | Швейцарія      | Флоренція, 3 грудня 1933  |
| Італія         | 2 — 4     | Австрія        | Турин, 11 лютого 1934     |
| Швейцарія      | 2 — 3     | Австрія        | Женева, 25 березня 1934   |
| Чехословаччина | 2 — 2     | Угорщина       | Прага, 29 квітня 1934     |
| Австрія        | 2 — 2     | Чехословаччина | Відень, 23 вересня 1934   |
| Угорщина       | 3 — 1     | Австрія        | Будапешт, 7 жовтня 1934   |
| Швейцарія      | 2 — 2     | Чехословаччина | Женева, 14 жовтня 1934    |
| Австрія        | 3 — 0     | Швейцарія      | Відень, 11 листопада 1934 |
| Чехословаччина | 3 — 1     | Швейцарія      | Прага, 17 березня 1935    |
| Австрія        | 0 — 2     | Італія         | Відень, 24 березня 1935   |
| Чехословаччина | 0 — 0     | Австрія        | Прага, 14 квітня 1935     |
| Швейцарія      | 6 — 2     | Угорщина       | Цюрих, 14 квітня 1935     |
| Угорщина       | 1 — 0     | Чехословаччина | Будапешт, 22 вересня 1935 |
| Австрія        | 4 — 4     | Угорщина       | Відень, 6 жовтня 1935     |
| Чехословаччина | 2 — 1     | Італія         | Прага, 28 жовтня 1935     |
| Італія         | 2 — 2     | Угорщина       | Мілан, 24 листопада 1935  |

## Підсумкова таблиця
|  | Команда        | І | О  | В | Н | П | М+ | М- | РМ  |
|  | -------------- | - | -- | - | - | - | -- | -- | --- |
|  | Італія         | 8 | 11 | 5 | 1 | 2 | 18 | 10 | +8  |
|  | Австрія        | 8 | 9  | 3 | 3 | 2 | 17 | 15 | +2  |
|  | Угорщина       | 8 | 9  | 3 | 3 | 2 | 17 | 16 | +1  |
|  | Чехословаччина | 8 | 8  | 2 | 4 | 2 | 11 | 11 | 0   |
|  | Швейцарія      | 8 | 3  | 1 | 1 | 6 | 13 | 24 | -11 |
|  |                |   |    |   |   |   |    |    |     |
|  |                |   |    |   |   |   |    |    |     |

## Бомбардири
| Гравець            | Команда        | Голи |
| ------------------ | -------------- | ---- |
| Леопольд Кільгольц | Швейцарія      | 7    |
| Дьйордь Шароші     | Угорщина       | 7    |
| Йозеф Біцан        | Австрія        | 5    |
| Карл Цишек         | Австрія        | 5    |
| Олдржих Неєдлий    | Чехословаччина | 4    |

По 3 голи забили: Джованні Феррарі, Анджело Ск'явіо (Італія), Вацлав Горак (Чехословаччина).
По 2 голи забили: Джузеппе Меацца, Енріке Гвайта, Сільвіо Піола (Італія), Франц Біндер, Маттіас Кабурек (Австрія), Іштван Авар, Геза Тольді, Ласло Чех, Єне Вінце (Угорщина), Вратислав Чех (Чехословаччина), Жозеф Боссі, Андре Абегглен (Швейцарія).
По 1 голу забили: Маріо Піцціоло, Раймундо Орсі, Луїс Монті, Феліче Борель, Альфредо Пітто, Джино Колауссі (Італія), Адольф Фогль, Леопольд Гофманн, Штефан Скоумаль (Австрія), Імре Маркош (Угорщина), Антонін Пуч, Їржі Соботка (Чехословаччина), Енгельберт Беш, Альфред Єк (Швейцарія).

## Склад переможців
| 1. Італія |
| Воротарі: Карло Черезолі, Джанп'єро Комбі. Захисники: Луїджі Аллеманді, Умберто Калігаріс, Ернесто Маскероні, Еральдо Мондзельйо, Вірджиніо Розетта. Півзахисники: Луїджі Бертоліні, Ренато Чезаріні, Джино Колауссі, Джордано Корсі, Аттіліо Демарія, Рікардо Фаччо, Джованні Феррарі, Луїс Монті, Альфредо Пітто, Маріо Піцціоло, П'єтро Серантоні. Нападники: Феліче Борель, Ренато Каттанео, Раффаеле Костантіно, Енріке Гвайта, Анфілоджино Гварізі, Джузеппе Меацца, Раймундо Орсі, Сільвіо Піола, Роберто Порта, Анджело Ск'явіо. Тренер: Вітторіо Поццо. |